# Fabrizio Zambrella
Fabrizio Zambrella (* 1. März 1986 in Genf) ist ein Schweizer ehemaliger Fussballspieler auf Positionen im Mittelfeld.

## Karriere

### Verein
Fabrizio Zambrella begann seine Karriere bei Servette FC Genève. In der Saison 2003/04 schaffte er hier den Sprung in die Stammformation. Aufgrund seiner starken Leistungen wurden auch Vereine aus dem Ausland auf ihn aufmerksam. Schliesslich sicherte sich der Serie-A-Verein Brescia Calcio die Dienste des Schweizers. Vom 29. Oktober 2009 bis zum 31. Januar 2012 spielte er beim FC Sion. Danach wechselte er nach Griechenland zu PAS Ioannina. Er spielte in der Saison 2013/14 beim FC Lausanne-Sport. Nachdem er ab Sommer 2014 ein halbes Jahr vereinslos war, wechselte er im Januar 2015 zum FC Le Mont-sur-Lausanne in die Challenge League.
Anschließend spielte er von 2017 bis 2019 für den Drittligisten Stade Nyon und beendete seine Spielerkarriere beim FC Meyrin, für das er von 2019 bis 2023 in der vierten Liga des Landes spielte.

### Nationalmannschaft
Zambrella absolvierte diverse Juniorenländerspiele für die Schweiz.
Zambrella gehörte lange Jahre zum Aufgebot der Schweizer Nachwuchsnationalmannschaften. Bei der U-19-Fußball-Europameisterschaft 2004 erreichte er mit der Schweiz das Halbfinale, 2005 scheiterte er mit der U-20 bei der Junioren-Weltmeisterschaft in den Niederlanden in der Vorrunde. Mit der U-21 nahm er an der U-21-Fußball-Europameisterschaft 2004 und den Qualifikationsrunden 2006 und 2009 teil.